# Liste der denkmalgeschützten Objekte in Vysoké Tatry
Die Liste der denkmalgeschützten Objekte in Vysoké Tatry enthält die 64 nach slowakischen Denkmalschutzvorschriften geschützten Objekte in der Gemeinde Vysoké Tatry im Okres Poprad.

## Denkmäler
| Foto |                 | Denkmal / č. ÚZPF                                                    | Standort / Konskr. Nr.                                                        | Offizielle Beschreibung                                 | Beschreibung                                                     | Metadaten                                                                          |
| ---- | --------------- | -------------------------------------------------------------------- | ----------------------------------------------------------------------------- | ------------------------------------------------------- | ---------------------------------------------------------------- | ---------------------------------------------------------------------------------- |
| ja   | Datei hochladen | Villa(sk) ObjektID: 706-11762/0                                      | 0 KG: Starý Smokovec Konskr.Nr.: 3,19003                                      | schodisková,solitér - vila Jakuba Bruchsteinera         |                                                                  | č. NKP: 706-11762/0 Stand des NKP: 2011-02-17 Name: VILA                           |
| ja   | Datei hochladen | Pavillon(sk) ObjektID: 706-11787/0                                   | Standort KG: Starý Smokovec Konskr.Nr.: 0                                     | kovové+murované - Szilágyiho pavilón                    |                                                                  | č. NKP: 706-11787/0 Stand des NKP: 2011-09-23 Name: Pavilón                        |
| ja   | Datei hochladen | Villa(sk) ObjektID: 706-11724/0                                      | Standort KG: Starý Smokovec Konskr.Nr.: 2                                     | solitér - vila Iskra,dom Júlie Teleki                   |                                                                  | č. NKP: 706-11724/0 Stand des NKP: 2010-12-01 Name: Vila                           |
| ja   | Datei hochladen | Umspannwerk(sk) ObjektID: 706-11673/0                                | Standort KG: Starý Smokovec Konskr.Nr.:                                       | trakčná; trakčná meniareň TEŽ                           | Fahrstrom-Umspannwerk der TEŽ                                    | č. NKP: 706-11673/0 Stand des NKP: 2012-02-08 Name: MENIAREŇ                       |
| ja   | Datei hochladen | Genesungsheim(sk) ObjektID: 706-1036/0                               | 18 Standort KG: Starý Smokovec Konskr.Nr.: 43                                 | Zotavovňa Kamzík                                        | Genesungsheim Kamzík                                             | č. NKP: 706-1036/0 Stand des NKP: 2012-02-08 Name: ZOTAVOVŇA                       |
| ja   | Datei hochladen | Villa(sk) ObjektID: 706-2085/0                                       | Dolný Smokovec 63 Standort KG: Starý Smokovec Konskr.Nr.: 63                  | solitér; býv.Vila Hlucháň                               | ehem. Villa Hlucháň                                              | č. NKP: 706-2085/0 Stand des NKP: 2012-02-08 Name: VILA                            |
| ja   | Datei hochladen | Villa(sk) ObjektID: 706-1025/0                                       | Dolný Smokovec 65 Standort KG: Starý Smokovec Konskr.Nr.: 65                  | solitér; býv.Vila Hrdlička                              | ehem. Villa Hrdlička                                             | č. NKP: 706-1025/0 Stand des NKP: 2012-02-08 Name: VILA                            |
| ja   | Datei hochladen | Symbolischer Friedhof(sk) Symbolischer Friedhof ObjektID: 706-3849/1 | V limbovom háji,J od Popradského plesa Standort KG: Štrbské Pleso Konskr.Nr.: | Symbolický cintorín obetí hôr                           |                                                                  | č. NKP: 706-3849/1 Stand des NKP: 1969,1/2.90.r.20.st. Name: SYMBOLICKÝ CINTORÍN   |
| ja   | Datei hochladen | Villa(sk) ObjektID: 706-2084/0                                       | Dolný Smokovec 66 Standort KG: Starý Smokovec Konskr.Nr.: 66                  | solitér; Vila Mudroň                                    | Villa Mudroň                                                     | č. NKP: 706-2084/0 Stand des NKP: 2012-02-08 Name: VILA                            |
| ja   | Datei hochladen | Villa(sk) ObjektID: 706-2083/0                                       | Dolný Smokovec 67 Standort KG: Starý Smokovec Konskr.Nr.: 67                  | solitér; býv.Hotel Orol                                 | ehem. Hotel Adler                                                | č. NKP: 706-2083/0 Stand des NKP: 2012-02-08 Name: VILA                            |
| ja   | Datei hochladen | Hotel(sk) ObjektID: 706-1023/0                                       | Dolný Smokovec 71 Standort KG: Starý Smokovec Konskr.Nr.: 71                  | solitér; býv.Hotel Srnka                                | ehem. Hotel Hirschkuh                                            | č. NKP: 706-1023/0 Stand des NKP: 2012-02-08 Name: HOTEL                           |
| ja   | Datei hochladen | Holzkirche(sk) ObjektID: 706-1021/0                                  | Dolný Smokovec 72 Standort KG: Starý Smokovec Konskr.Nr.: 72                  | r.k.sv.Salvátora; Najsvätejšieho Spasiteľa              | römisch katholische Kirche St. Salvator                          | č. NKP: 706-1021/0 Stand des NKP: 2012-02-08 Name: KOSTOL DREVENÝ                  |
| ja   | Datei hochladen | Heilstätte(sk) ObjektID: 706-1033/0                                  | Nový Smokovec 28 Standort KG: Starý Smokovec Konskr.Nr.: 28                   | solitér; býv.Vila Svišť                                 | ehem. Villa Svišť                                                | č. NKP: 706-1033/0 Stand des NKP: 2012-02-08 Name: DOM LIEČEBNÝ                    |
| ja   | Datei hochladen | Heilstätte(sk) ObjektID: 706-1032/0                                  | Nový Smokovec 30 Standort KG: Starý Smokovec Konskr.Nr.: 30                   | solitér; Európa                                         | Europa                                                           | č. NKP: 706-1032/0 Stand des NKP: 2012-02-08 Name: DOM LIEČEBNÝ                    |
| ja   | Datei hochladen | Heilstätte(sk) ObjektID: 706-1031/0                                  | Nový Smokovec 32 Standort KG: Starý Smokovec Konskr.Nr.: 32                   | solitér; Malý Palace                                    | Palast Malý                                                      | č. NKP: 706-1031/0 Stand des NKP: 2012-02-08 Name: DOM LIEČEBNÝ                    |
| ja   | Datei hochladen | Villa(sk) ObjektID: 706-1029/0                                       | Nový Smokovec 39 Standort KG: Starý Smokovec Konskr.Nr.: 39                   | solitér; Hotel Hubertus,Hotel Tokajík                   | Hotel Hubertus,Hotel Tokajík                                     | č. NKP: 706-1029/0 Stand des NKP: 2012-02-08 Name: VILA                            |
| ja   | Datei hochladen | Kirche(sk) ObjektID: 706-1028/0                                      | Nový Smokovec 78 Standort KG: Starý Smokovec Konskr.Nr.: 78                   | ev.a.v.                                                 | evangelische Kirche                                              | č. NKP: 706-1028/0 Stand des NKP: 2012-02-08 Name: KOSTOL                          |
| ja   | Datei hochladen | Heilstätte(sk) ObjektID: 706-1030/0                                  | Nový Smokovec 4076 Standort KG: Starý Smokovec Konskr.Nr.: 4076               | solitér; Sanatórium dr.Szontágha                        | Sanatorium Dr. Szontágha                                         | č. NKP: 706-1030/0 Stand des NKP: 2012-02-08 Name: DOM LIEČEBNÝ                    |
| ja   | Datei hochladen | meteorologische Station(sk) ObjektID: 706-4493/0                     | Starý Smokovec Standort KG: Starý Smokovec Konskr.Nr.: 0                      | solitér; Meteo stanica                                  |                                                                  | č. NKP: 706-4493/0 Stand des NKP: 2012-02-08 Name: STANICA METEOROLOGICKÁ          |
| ja   | Datei hochladen | Gedenktafel(sk) ObjektID: 706-4523/0                                 | Starý Smokovec 0 Standort KG: Starý Smokovec Konskr.Nr.: 0                    | Bilík P.; 1916-1944,dôstojník                           | für P. Bilik, Offizier                                           | č. NKP: 706-4523/0 Stand des NKP: 2012-02-08 Name: TABUĽA PAMÄTNÁ                  |
| ja   | Datei hochladen | Villa(sk) ObjektID: 706-1035/0                                       | Starý Smokovec 2 Standort KG: Starý Smokovec Konskr.Nr.: 2                    | solitér; Vila Flóra                                     | Villa Flóra                                                      | č. NKP: 706-1035/0 Stand des NKP: 2012-02-08 Name: VILA                            |
| ja   | Datei hochladen | Hotel(sk) ObjektID: 706-1037/0                                       | Starý Smokovec 25 Standort KG: Starý Smokovec Konskr.Nr.: 25                  | solitér; býv.Zotavovňa Úderník                          | ehem. Erholungsheim Hammer                                       | č. NKP: 706-1037/0 Stand des NKP: 2012-02-08 Name: HOTEL                           |
| ja   | Datei hochladen | Villa(sk) ObjektID: 706-11392/0                                      | Starý Smokovec 36 Standort KG: Starý Smokovec Konskr.Nr.: 36                  | zrubová omietaná; býv.Szilágyiho vila                   | ehem. Szilagyi Villa                                             | č. NKP: 706-11392/0 Stand des NKP: 2012-02-08 Name: VILA                           |
| ja   | Datei hochladen | Hotel(sk) ObjektID: 706-1038/0                                       | Starý Smokovec 38 Standort KG: Starý Smokovec Konskr.Nr.: 38                  | solitér; Grandhotel                                     | Grandhotel                                                       | č. NKP: 706-1038/0 Stand des NKP: 2012-02-08 Name: HOTEL                           |
| ja   | Datei hochladen | Holzkirche(sk) ObjektID: 706-1039/0                                  | Starý Smokovec 39 Standort KG: Starý Smokovec Konskr.Nr.: 39                  | r.k.Nepoškvr.počatia P.M.; Nepoškvr.počatia Panny Márie | römisch katholische Kirche der jungfräulichen Empfängnis Mariens | č. NKP: 706-1039/0 Stand des NKP: 2012-02-08 Name: KOSTOL DREVENÝ                  |
| ja   | Datei hochladen | Villa(sk) ObjektID: 706-1022/0                                       | Starý Smokovec 64 Standort KG: Starý Smokovec Konskr.Nr.: 64                  | solitér; býv.Vila Aesculap                              | ehem. Villa Aesculap                                             | č. NKP: 706-1022/0 Stand des NKP: 2012-02-08 Name: VILA                            |
| ja   | Datei hochladen | Gedenktafel(sk) ObjektID: 706-1429/0                                 | Tatranská Polianka 0 Standort KG: Starý Smokovec Konskr.Nr.: 0                | Wolker J.; 1900-1924,básnik                             | für Jiří Wolker, Dichter                                         | č. NKP: 706-1429/0 Stand des NKP: 2012-02-08 Name: TABUĽA PAMÄTNÁ                  |
| ja   | Datei hochladen | Denkmal(sk) ObjektID: 706-1430/0                                     | Tatranská Polianka 0 Standort KG: Starý Smokovec Konskr.Nr.: 0                | Wolker J.; 1900-1924,básnik                             | für Jiří Wolker, Dichter                                         | č. NKP: 706-1430/0 Stand des NKP: 2012-02-08 Name: POMNÍK                          |
| ja   | Datei hochladen | Sanatorium(sk) ObjektID: 706-3868/0                                  | Tatranská Polianka 4 Standort KG: Starý Smokovec Konskr.Nr.: 4                | solitér; Guhrovo sanatórium                             | Sanatorium Guhrovo                                               | č. NKP: 706-3868/0 Stand des NKP: 2012-02-08 Name: SANATÓRIUM                      |
| ja   | Datei hochladen | Heilstätte(sk) ObjektID: 706-3867/0                                  | Tatranská Polianka 9 Standort KG: Starý Smokovec Konskr.Nr.: 9                | solitér; Limba                                          | Limba                                                            | č. NKP: 706-3867/0 Stand des NKP: 2012-02-08 Name: DOM LIEČEBNÝ                    |
| ja   | Datei hochladen | Heilstätte(sk) ObjektID: 706-3869/0                                  | Tatranská Polianka 10 Standort KG: Starý Smokovec Konskr.Nr.: 10              | solitér; býv.Vila Tivoli                                | ehem. Villa Tivoli                                               | č. NKP: 706-3869/0 Stand des NKP: 2012-02-08 Name: DOM LIEČEBNÝ                    |
| ja   | Datei hochladen | Villa(sk) ObjektID: 706-3870/0                                       | Tatranská Polianka 11 Standort KG: Starý Smokovec Konskr.Nr.: 11              | solitér; býv.Vila Millenium,Vila Dukla                  | ehem. Villa Millenium, Villa Dukla                               | č. NKP: 706-3870/0 Stand des NKP: 2012-02-08 Name: VILA                            |
| ja   | Datei hochladen | Hotel(sk) ObjektID: 706-11120/0                                      | Tatranská Polianka 13 Standort KG: Starý Smokovec Konskr.Nr.: 13              | solitér; býv.Hotel Weszterheim-Széplak                  | ehem. Hotel Weszterheim-Széplak                                  | č. NKP: 706-11120/0 Stand des NKP: 2012-02-08 Name: HOTEL                          |
| ja   | Datei hochladen | HORÁREŇ ObjektID: 706-10947/0                                        | Tatranská Polianka 18 Standort KG: Starý Smokovec Konskr.Nr.: 18              | zrubová omietaná; býv.horáreň Sosna                     |                                                                  | č. NKP: 706-10947/0 Stand des NKP: 2012-02-08 Name: HORÁREŇ                        |
| ja   | Datei hochladen | Denkmal(sk) ObjektID: 706-1431/0                                     | Tatranské Zruby 0 Standort KG: Starý Smokovec Konskr.Nr.: 0                   | padlí sov.+čsl.parad.-24; pomník padlým                 | für die gefallenen sowjetischen und tschechischen ?              | č. NKP: 706-1431/0 Stand des NKP: 2012-02-08 Name: POMNÍK                          |
| ja   | Datei hochladen | Gedenktafel(sk) ObjektID: 706-4519/0                                 | Vyšné Hágy 0 Standort KG: Štrbské Pleso Konskr.Nr.: 0                         | čsl.armádny zbor; Vyšné Hágy 9.V.1965                   | für das tschechische Armee-Korps                                 | č. NKP: 706-4519/0 Stand des NKP: 2012-02-08 Name: TABUĽA PAMÄTNÁ                  |
| ja   | Datei hochladen | Medizinisches Institut(sk) ObjektID: 706-3871/0                      | Vyšné Hágy 1 Standort KG: Štrbské Pleso Konskr.Nr.: 1                         | solitér; ÚTPCHaHCH                                      |                                                                  | č. NKP: 706-3871/0 Stand des NKP: 2012-02-08 Name: ÚSTAV LIEČEBNÝ                  |
| ja   | Datei hochladen | Liftstation(sk) ObjektID: 706-3850/1                                 | 1 Standort KG: Tatranská Lomnica Konskr.Nr.: 1                                | Tatranská Lomnica; údolná stanica VLD                   | Talstation                                                       | č. NKP: 706-3850/1 Stand des NKP: 2012-02-08 Name: STANICA LANOVKY                 |
| ja   | Datei hochladen | Liftstation(sk) ObjektID: 706-3850/2                                 | 2 Standort KG: Tatranská Lomnica Konskr.Nr.: 2                                | Štart; medzistanica VLD Štart                           | Zwischenstation                                                  | č. NKP: 706-3850/2 Stand des NKP: 2012-02-08 Name: STANICA LANOVKY                 |
| ja   | Datei hochladen | Bahnstation(sk) ObjektID: 706-12018/1                                | Standort KG: Tatranská Lomnica Konskr.Nr.: 120                                | želez.stanica s reštauráciou                            |                                                                  | č. NKP: 706-12018/1 Stand des NKP: 2016-08-01 Name: STANICA ŽELEZNIČNÁ             |
| ja   | Datei hochladen | Sternwarte(sk) ObjektID: 706-3853/0                                  | Standort KG: Tatranská Lomnica Konskr.Nr.: 6                                  |                                                         |                                                                  | č. NKP: 706-3853/0 Stand des NKP: 2012-02-08 Name: HVEZDÁREŇ                       |
| ja   | Datei hochladen | Liftstation(sk) ObjektID: 706-3850/3                                 | 4 Standort KG: Tatranská Lomnica Konskr.Nr.: 4                                | Encián; hotel Encián a meteorol.stan.                   | Hotel Enzian und meteorologische Station                         | č. NKP: 706-3850/3 Stand des NKP: 2012-02-08 Name: STANICA LANOVKY                 |
| ja   | Datei hochladen | Liftstation und Observatorium(sk) ObjektID: 706-3850/4               | 7 Standort KG: Tatranská Lomnica Konskr.Nr.: 7,14579                          | Lomnický štít; observatórium a stanica VLD              | Sternwarte und Bergstation, Lomnitzer Schild                     | č. NKP: 706-3850/4 Stand des NKP: 2012-02-08 Name: STANICA LANOVKY S OBSERVATÓRIOM |
|      | Datei hochladen | Generator(sk) ObjektID: 706-3850/5                                   | KG: Tatranská Lomnica Konskr.Nr.:                                             | asynchrónny                                             | Asynchrongenerator                                               | č. NKP: 706-3850/5 Stand des NKP: 2012-02-08 Name: GENERÁTOR OSVETLENIA            |
|      | Datei hochladen | Antriebsabschnitt(sk) ObjektID: 706-3850/6                           | KG: Tatranská Lomnica Konskr.Nr.:                                             | 2.pohonný úsek; pohonné sústrojenstvo                   | 2. Antriebsabschnitt                                             | č. NKP: 706-3850/6 Stand des NKP: 2012-02-08 Name: SÚSTROJENSTVO POHONU            |
|      | Datei hochladen | Generator(sk) ObjektID: 706-3850/7                                   | KG: Tatranská Lomnica Konskr.Nr.:                                             | 2.úsek                                                  | 2. Abschnitt                                                     | č. NKP: 706-3850/7 Stand des NKP: 2012-02-08 Name: DYNAMO                          |
|      | Datei hochladen | Funktionsteile(sk) ObjektID: 706-3850/8                              | KG: Tatranská Lomnica Konskr.Nr.:                                             | W-L                                                     |                                                                  | č. NKP: 706-3850/8 Stand des NKP: 2012-02-08 Name: SÚSTROJENSTVO-FUNKČNÁ ČASŤ      |
|      | Datei hochladen | MOTOR ObjektID: 706-3850/9                                           | KG: Tatranská Lomnica Konskr.Nr.:                                             | naftový                                                 | Dieselmotor                                                      | č. NKP: 706-3850/9 Stand des NKP: 2012-02-08 Name: MOTOR                           |
|      | Datei hochladen | Kontrollpult(sk) ObjektID: 706-3850/10                               | KG: Tatranská Lomnica Konskr.Nr.:                                             | ovládací                                                |                                                                  | č. NKP: 706-3850/10 Stand des NKP: 2012-02-08 Name: PULT                           |
|      | Datei hochladen | Steuerpult(sk) ObjektID: 706-3850/11                                 | KG: Tatranská Lomnica Konskr.Nr.:                                             | s poruchovou signalizáci.                               | mit Fehlersignalisierung                                         | č. NKP: 706-3850/11 Stand des NKP: 2012-02-08 Name: PANEL RIADIACI                 |
|      | Datei hochladen | Gebrauchsanweisung(sk) ObjektID: 706-3850/12                         | KG: Tatranská Lomnica Konskr.Nr.:                                             | 2.úsek                                                  | 2. Abschnitt                                                     | č. NKP: 706-3850/12 Stand des NKP: 2012-02-08 Name: VRATOK RUČNÝ MONTÁŽNY          |
|      | Datei hochladen | Starter Hauptantrieb?(sk) ObjektID: 706-3850/13                      | KG: Tatranská Lomnica Konskr.Nr.:                                             |                                                         |                                                                  | č. NKP: 706-3850/13 Stand des NKP: 2012-02-08 Name: SPÚŠŤAČ HLAVNÉHO POHONU        |
|      | Datei hochladen | Starter Hilfsantriebe?(sk) ObjektID: 706-3850/14                     | KG: Tatranská Lomnica Konskr.Nr.:                                             |                                                         |                                                                  | č. NKP: 706-3850/14 Stand des NKP: 2012-02-08 Name: SPÚŠŤAČ POMOCNÉHO POHONU       |
|      | Datei hochladen | Starter ?(sk) ObjektID: 706-3850/15                                  | KG: Tatranská Lomnica Konskr.Nr.:                                             | W-L                                                     |                                                                  | č. NKP: 706-3850/15 Stand des NKP: 2012-02-08 Name: SPÚŠŤAČ SÚSTROJENSTVA          |
|      | Datei hochladen | Transformatorstation(sk) ObjektID: 706-3850/16                       | KG: Tatranská Lomnica Konskr.Nr.:                                             | W-L                                                     |                                                                  | č. NKP: 706-3850/16 Stand des NKP: 2012-02-08 Name: REGULÁCIA ELEKTRICKÁ           |
|      | Datei hochladen | Antriebsriemen?(sk) ObjektID: 706-3850/17                            | KG: Tatranská Lomnica Konskr.Nr.:                                             | časť                                                    | Teil-                                                            | č. NKP: 706-3850/17 Stand des NKP: 2012-02-08 Name: NÁHON REMEŇOVÝ                 |
|      | Datei hochladen | Sicherheitssystem(sk) ObjektID: 706-3850/18                          | KG: Tatranská Lomnica Konskr.Nr.:                                             | zabezpečovací                                           |                                                                  | č. NKP: 706-3850/18 Stand des NKP: 2012-02-08 Name: SYSTÉM ZABEZPEČOVACÍ           |
|      | Datei hochladen | Windmesser(sk) ObjektID: 706-3850/19                                 | KG: Tatranská Lomnica Konskr.Nr.:                                             | nefunkčné-bez sním.ružice                               |                                                                  | č. NKP: 706-3850/19 Stand des NKP: 2012-02-08 Name: ZARIADENIE VETROMERA           |
|      | Datei hochladen | Bremssystem(sk) ObjektID: 706-3850/20                                | KG: Tatranská Lomnica Konskr.Nr.:                                             | s mastením                                              | mit Schmierung                                                   | č. NKP: 706-3850/20 Stand des NKP: 2012-02-08 Name: SYSTÉM BRZDOVÝ                 |
| ja   | Datei hochladen | Hotel(sk) ObjektID: 706-3855/0                                       | Tatranská Lomnica 8 Standort KG: Tatranská Lomnica Konskr.Nr.: 0              | solitér; býv.Hotel Palace                               | ehem. Palasthotel                                                | č. NKP: 706-3855/0 Stand des NKP: 2012-02-08 Name: HOTEL                           |
| ja   | Datei hochladen | Kirche(sk) ObjektID: 706-3856/0                                      | Tatranská Lomnica 9 KG: Tatranská Lomnica Konskr.Nr.: 9                       | ev.a.v.                                                 | evangelische Kirche                                              | č. NKP: 706-3856/0 Stand des NKP: 2012-02-08 Name: KOSTOL                          |
| ja   | Datei hochladen | Villa(sk) ObjektID: 706-3857/0                                       | Tatranská Lomnica 38 Standort KG: Tatranská Lomnica Konskr.Nr.: 38            | solitér; býv.Vila barónky Orczyovej                     | ehem. Villa Baroness Orczyovej                                   | č. NKP: 706-3857/0 Stand des NKP: 2012-02-08 Name: VILA                            |
| ja   | Datei hochladen | Erholungsheim(sk) ObjektID: 706-3858/0                               | Tatranská Lomnica 42 KG: Tatranská Lomnica Konskr.Nr.: 42                     | solitér,chodbová; Zotavovňa ZŽP z Brna                  |                                                                  | č. NKP: 706-3858/0 Stand des NKP: 2012-02-08 Name: ZOTAVOVŇA                       |
| ja   | Datei hochladen | Villa(sk) ObjektID: 706-3859/0                                       | Tatranská Lomnica 48 KG: Tatranská Lomnica Konskr.Nr.: 48                     | solitér,chodbová; býv.Vila baróna Liptaya               | ehem. Villa Baron Liptaya                                        | č. NKP: 706-3859/0 Stand des NKP: 2012-02-08 Name: VILA                            |
| ja   | Datei hochladen | Badehaus(sk) ObjektID: 706-3860/0                                    | Tatranská Lomnica 52 KG: Tatranská Lomnica Konskr.Nr.: 52                     | solitér,chodbový; hygienicko-hydropatické sanat.        | hygienisches Wasserheilsanatorium                                | č. NKP: 706-3860/0 Stand des NKP: 2012-02-08 Name: DOM KÚPEĽNÝ                     |
| ja   | Datei hochladen | Villa(sk) ObjektID: 706-3861/0                                       | Tatranská Lomnica 85 Standort KG: Tatranská Lomnica Konskr.Nr.: 85            | solitér; býv.Vila Széchényi                             | ehem. Villa Széchényi                                            | č. NKP: 706-3861/0 Stand des NKP: 2012-02-08 Name: VILA                            |
| ja   | Datei hochladen | Hotel(sk) ObjektID: 706-3862/0                                       | Tatranská Lomnica 92 Standort KG: Tatranská Lomnica Konskr.Nr.: 92            | solitér,chodbový; hotel Lomnica                         | Hotel Lomnica                                                    | č. NKP: 706-3862/0 Stand des NKP: 2012-02-08 Name: HOTEL                           |
| ja   | Datei hochladen | Bahnhof(sk) ObjektID: 706-3864/0                                     | Tatranská Lomnica 95 Standort KG: Tatranská Lomnica Konskr.Nr.: 95            | solitér; pôv.stanica elektr.dráhy                       | elektrifizierte Strecke                                          | č. NKP: 706-3864/0 Stand des NKP: 2012-02-08 Name: STANICA ŽELEZNIČNÁ              |
| ja   | Datei hochladen | Sanatorium(sk) ObjektID: 706-3866/0                                  | Tatranské Matliare 4 Standort KG: Tatranská Lomnica Konskr.Nr.: 0             | solitér,chodbový; sanatórium Esplanade                  | Sanatorium Esplanade                                             | č. NKP: 706-3866/0 Stand des NKP: 2012-02-08 Name: SANATÓRIUM                      |
| ja   | Datei hochladen | Schloss(sk) ObjektID: 706-11955/1                                    | Vyšné Hágy 22 Standort KG: Vyšné Hágy Konskr.Nr.:                             | zrubový,solitér - poľovnícky kaštielik                  |                                                                  | č. NKP: 706-11955/1 Stand des NKP: 2014-08-19 Name: KAŠTIEĽ                        |

## Legende
Die Tabelle enthält im Einzelnen folgende Informationen:
| Foto:                    | Fotografie des Denkmals. |
| Denkmal / č. ÚZPF:       | Die Übersetzung der Bezeichnung des Denkmals, wie sie vom Slowakischen Denkmalamt (Pamiatkový úrad Slovenskej republiky) verwendet wird. Die Originalbezeichnung ist unter dem Fragezeichen angegeben. Fehlt die Übersetzung, so wird die Originalbezeichnung direkt angezeigt. Weiters ist die Objekt-Identifikationsnummer (Objekt ID) angeführt. Sie ist die offizielle, in der Slowakei eindeutige Nummer č. ÚZPF inklusive der zugehörigen Zählnummer, wie sie in den Daten des Denkmalamtes angegeben wird. Da diese nur innerhalb eines Landkreises gezählt wird, ist dessen Nummer der Denkmalnummer vorangestellt. |
| Standort:                | Wenn in der Liste vorhanden, ist die Adresse angegeben. In Klammern kann sich noch eine zusätzliche Adresse befinden, wenn es beispielsweise ein Eckhaus ist. Bei freistehenden Objekten ohne Adresse (zum Beispiel bei Bildstöcken) ist eine Adresse angegeben, die in der Nähe des Objekts liegt. Durch Aufruf des Links Standort wird die Lage des Denkmals in verschiedenen Kartenprojekten angezeigt. Darunter sind die Katastralgemeinde (KG) und, wenn vorhanden, die Konskriptionsnummer (Konskr. Nr.) angegeben.                                                                                                   |
| Offizielle Beschreibung: | Es ist die Kurzbeschreibung auf Slowakisch, wie sie in den offiziellen Listen angegeben ist, eingetragen. |
| Beschreibung:            | Kurze Angaben zum Denkmal auf Deutsch. |
| Metadaten:               | Zusätzlich werden, wenn in den persönlichen Einstellungen das Helferlein Dauerhaftes Einblenden von Metadaten aktiviert ist, ebensolche angezeigt. |

- Karte mit allen Koordinaten:
- OSM |
- WikiMap